# Giennadij Laszenko
Giennadij Laszenko (ros. Геннадий Ляшенко; ur. 20 listopada 1984) – kazachski zapaśnik walczący w stylu klasycznym. Zajął siódme miejsce na igrzyskach azjatyckich w 2006. Piąty na mistrzostwach Azji w 2007 i 2009. Siódmy w Pucharze Świata w 2009. Trzeci na mistrzostwach Azji juniorów w 2004 roku.